# Балабанча
Балабанча (рум. Balabancea) — село у повіті Тулча в Румунії. Входить до складу комуни Хамчарка.
Село розташоване на відстані 195 км на схід від Бухареста, 33 км на захід від Тулчі, 101 км на північ від Констанци, 49 км на південний схід від Галаца.

## Населення
За даними перепису населення 2002 року у селі проживали 432 особи, з них 431 особа (99,8%) румунів. Рідною мовою 431 особа (99,8%) назвала румунську.